# Anda Eker
Anda Eker (Andzia Regina Eker) (ur. 25 lipca 1912 we Lwowie, zm. 23 stycznia 1936 tamże) – polsko-żydowska poetka dwudziestolecia międzywojennego.

## Życiorys
Anda Eker urodziła się 25 lipca 1912 roku we Lwowie w zamożnej mieszczańskiej rodzinie, jako pierwsze dziecko Fejgi i Samuela Ekerów. Ojciec poetki był aptekarzem, zaangażowanym działaczem społecznym i syjonistycznym. Młodszy brat Andy, Ignacy, ukończył medycynę w Wiedniu i historię sztuki w Londynie, po wojnie osiedlił się na Jamajce, gdzie był cenionym malarzem i krytykiem sztuki.
Anda edukację rozpoczęła w prywatnej szkole Marii Reginy Goldfarbowej, następnie uczęszczała do Prywatnego Gimnazjum Żeńskiego im. Juliusza Słowackiego we Lwowie. W 1930 roku rozpoczęła studia na Wydziale Humanistycznym Uniwersytetu Jana Kazimierza, gdzie działała w Żydowskim Towarzystwie Filozofów przy UJK. Studia przerwała w 1933 roku z powodu emigracji do Palestyny, gdzie rozpoczęła naukę w szkole rolniczej w Nahalal, której także prawdopodobnie nie ukończyła.
W latach 1933–1935 poetka ciągle podróżowała między Lwowem a Tel Awiwem, gdzie na stałe osiedlili się jej rodzice po emigracji do Palestyny.
Z uwagi na pogarszający się stan zdrowia, depresję, nieznajomość języka hebrajskiego i niepowodzenia w życiu osobistym w 1935 roku na stałe powróciła do Lwowa, gdzie zmarła 23 stycznia 1936 roku, w wieku 23 lat.
Za oficjalną przyczynę śmierci poetki podaje się zapalenie płuc, ale niektóre źródła sugerują, że Eker popełniła samobójstwo .

## Twórczość
Eker zadebiutowała jako trzynastolatka w „Chwilce”, dodatku do żydowskiej gazety „Chwila” przeznaczonym dla dzieci. Młoda poetka była odkryciem literackim publicystki i redaktor naczelnej „Chwilki” Runy Reitmanowej i z jej gazetą była związana przez całe życie, regularnie publikując tam swoją twórczość.
Jej pierwszy tomik poezji Na cienkiej strunie ukazał się w 1935 roku, na krótko przed śmiercią poetki. Pozostałe teksty zebrane i zredagowane przez rodziców i przyjaciół Eker opublikowane zostały już po jej śmierci w 1937 roku.
Anda Eker aktywnie uczestniczyła w życiu wysoce akulturowanej społeczności żydowskiej. Tworzyła wyłącznie w języku polskim, jej znajomość hebrajskiego była bardzo niewielka, w jidysz nie mówiła wcale . Inspiracje czerpała z poezji jej współczesnej, z tradycji żydowskiej oraz z podróży po Europie i Bliskim Wschodzie. Pojawienie się nawiązań żydowskich pogłębia tylko symbolikę utworów Eker, ale wyraźny wpływ polskiej kultury, przyćmiewa wątki judaistyczne pojawiające się w jej wierszach. Wzorce poetyckie czerpała z literatury polskojęzycznej, szczególnie z twórczości Marii Pawlikowskiej-Jasnorzewskiej, Kazimiery Zawistowskiej, Marii Konopnickiej i Skamandrytów.

## Anda Eker a Skamander
Skamandryckie wpływy w wierszach Eker widoczne są szczególnie w tomiku Na cienkiej strunie. Jej poezję charakteryzuje pochwała życia, optymizm, oscyluje wokół tematyki przyrodniczej, a skamandryckie środki wyrazu i postrzegania świata obecne są nawet w pesymistycznych utworach.
Eker wprowadza również zwykłych ludzi jako bohaterów swoich utworów, dostrzega podobieństwa cierpień doświadczanych przez przedstawicieli różnych stanów i profesji, odnajduje w ich smutku odbicie własnego przygnębienia.
Rozwój techniki i nowoczesność są obecne w wierszach Eker, nie dla samego zachwytu nad nimi, ale przez wzgląd na ich obecność we współczesności i świadomości człowieka.

## Anda Eker dla dzieci
Twórczość dla dzieci stanowi znaczną część dorobku literackiego Eker, w 1937 roku jej teksty publikowane wcześniej w pismach dla najmłodszych zostały zgromadzone i zredagowane przez jej rodziców i przyjaciół we współpracy z redaktorami syjonistycznego pisma „Okienko na świat”. Wydane zostały jako 4 tomiki: Mama śpiewa kołysankę. Bajki ilustrowane dla milusińskich, O świerszczyku muzykancie. Bajki ilustrowane dla milusińskich, Słoneczny światek oraz Ojców dzieje. Dla dzieci i młodzieży.
Ojców dzieje. Dla dzieci i młodzieży wyróżnia się na tle pozostałych zbiorów ze względu na obecność w nim treści judaistycznych. Tomik zawiera wiersze i opowiadania mówiące o świętach i tradycjach żydowskich. Twórczość Eker nie pełni co prawda funkcji religijnej, przekazuje tylko judaistyczne tradycje, podejmuje próbę renarracji opowieści biblijnych i talmudycznych. Ma również na celu zaznajomienie dzieci w przystępny sposób z ideą syjonizmu i sylwetkami bohaterów narodowych (np. Teodor Herzl), którzy przedstawiani są jako postacie bliskie dzieciom, ale jednocześnie nadaje im cechy baśniowych herosów. Eker próbuje także wzbudzić w dzieciach miłość do Palestyny – ich nowej ojczyzny i roztacza przed nimi utopijne wizje nowo powstającego kraju.

## Publikacje
- Na cienkiej strunie (1935) – jedyna publikacja w całości opracowana i wydana przez Andę Eker osobiście
- Melodia chwili (1937) – pośmiertnie wydany tomik poezji publikowanej przez Eker  w prasie polsko-żydowskiej i wcześniej niepublikowanych tekstów
- zbiory tekstów dla dzieci wydane pośmiertnie
  - Anda Eker Ojców dzieje. Dla dzieci i młodzieży (1937)
  - Anda Eker Mama śpiewała kołysankę. Bajki ilustrowane dla milusińskich (1937)
  - Anda Eker O świerszczyku muzykancie. Bajki ilustrowane dla milusińskich (1937)
  - Anda Eker Słoneczny światek (1937)